# (13755) 1998 SR70
A (13755) 1998 SR70 a Naprendszer kisbolygóövében található aszteroida. Eric Walter Elst fedezte fel 1998. szeptember 21-én.